# A casa tutti bene (singolo)
A casa tutti bene è un singolo del cantautore italiano Jovanotti e del compositore italiano Paolo Buonvino, pubblicato il 10 gennaio 2022.

## Descrizione
Il singolo fa parte della sigla iniziale della miniserie televisiva omonima.

## Tracce
Testi di Lorenzo Cherubini, musiche di Lorenzo Cherubini, Paolo Buonvino e Riccardo Onori.
1. A casa tutti bene – 4:05